# Sullay Kaikai
Sulaiman Borbor Kaikai, detto Sullay (Southwark, 26 agosto 1995), è un calciatore sierraleonese con cittadinanza inglese, centrocampista o ala del Cambridge Utd e della nazionale sierraleonese.

## Carriera

### Club
Cresciuto nel settore giovanile del Crystal Palace, il 7 febbraio 2014 viene ceduto in prestito al Crawley Town, con cui resta per due mesi. Il 24 settembre debutta con la squadra londinese, in occasione della partita di Coppa di Lega persa per 2-3 contro il Newcastle, segnando la rete del momentaneo pareggio.
Il 27 novembre 2014 passa al Cambridge United, venendo poi confermato per il resto della stagione. Il 17 settembre 2015 si trasferisce allo Shrewsbury Town, inizialmente per un periodo di quattro mesi; il 1º marzo 2016 fa ritorno ai gialloblù.
Rientrato al Palace, il 15 maggio esordisce in Premier League, nella partita persa per 4-1 contro il Southampton. Il 31 agosto passa al Brentford.
Tornato al Palace, resta con il club londinese fino al gennaio del 2018, quando si trasferisce, sempre a titolo temporaneo, al Charlton.
Il 21 gennaio 2019 passa a titolo definitivo al NAC Breda, con cui firma un contratto di un anno e mezzo. Gioca 6 partite e a luglio passa al Blackpool.
Il 15 luglio 2021 si trasferisce a titolo gratuito al Wycombe.

### Nazionale
Ha esordito con la Sierra Leone il 15 giugno 2021 nel successo per 2-1 contro il Benin. Il 6 ottobre seguente ha realizzato la sua prima rete con la selezione sierraleonese nell'amichevole pareggiata contro il Sudan del Sud (1-1). Pochi mesi dopo ha partecipato alla Coppa delle nazioni africane 2021, disputata nel 2022 a causa della pandemia.
Il 19 novembre 2024 indossa per la prima volta la fascia di capitano nella sconfitta interna contro lo Zambia (0-2).

## Statistiche

### Presenze e reti nei club
Statistiche aggiornate all'8 febbraio 2019.
| Stagione              | Squadra               | Campionato            | Campionato | Campionato | Coppe nazionali | Coppe nazionali | Coppe nazionali | Coppe continentali | Coppe continentali | Coppe continentali | Altre coppe | Altre coppe | Altre coppe | Totale | Totale | Totale |
| Stagione              | Squadra               | Comp                  | Pres       | Reti       | Comp            | Pres            | Reti            | Comp               | Pres               | Reti               | Comp        | Pres        | Reti        | Pres   | Reti   |        |
| --------------------- | --------------------- | --------------------- | ---------- | ---------- | --------------- | --------------- | --------------- | ------------------ | ------------------ | ------------------ | ----------- | ----------- | ----------- | ------ | ------ | ------ |
| feb.-apr. 2014        | Crawley Town          | FL1                   | 5          | 0          | FACup+CdL       | -               | -               | -                  | -                  | -                  | FLT         | -           | -           | 5      | 0      |        |
| ago.-nov. 2014        | Crystal Palace        | PL                    | -          | -          | FACup+CdL       | 0+1             | 0+1             | -                  | -                  | -                  | -           | -           | -           | 1      | 1      |        |
| nov. 2014-2015        | Cambridge Utd         | FL2                   | 25         | 5          | FACup+CdL       | 5+0             | 1+0             | -                  | -                  | -                  | FLT         | 0           | 0           | 30     | 6      |        |
| set. 2015-mag. 2016   | Shrewsbury Town       | FL2                   | 26         | 12         | FACup+CdL       | 2+0             | 0               | -                  | -                  | -                  | FLT         | 1           | 0           | 29     | 12     |        |
| mag. 2016             | Crystal Palace        | PL                    | 1          | 0          | FACup+CdL       | -               | -               | -                  | -                  | -                  | -           | -           | -           | 1      | 0      |        |
| ago. 2016-gen. 2017   | Brentford             | FLC                   | 18         | 3          | FACup+CdL       | 0               | 0               | -                  | -                  | -                  | -           | -           | -           | 18     | 3      |        |
| gen.-giu. 2017        | Crystal Palace        | PL                    | 1          | 0          | FACup+CdL       | 2+0             | 0               | -                  | -                  | -                  | -           | -           | -           | 3      | 0      |        |
| 2017-gen. 2018        | Crystal Palace        | PL                    | 1          | 0          | FACup+CdL       | 1+2             | 0               | -                  | -                  | -                  | -           | -           | -           | 4      | 0      |        |
| gen.-giu. 2018        | Charlton              | FL1                   | 14+1       | 0          | FACup+CdL       | -               | -               | -                  | -                  | -                  | EFLT        | -           | -           | 15     | 0      |        |
| 2018-gen. 2019        | Crystal Palace        | PL                    | 0          | 0          | FACup+CdL       | 0+2             | 0               | -                  | -                  | -                  | -           | -           | -           | 2      | 0      |        |
| Totale Crystal Palace | Totale Crystal Palace | Totale Crystal Palace | 3          | 0          |                 | 8               | 1               |                    | -                  | -                  |             | -           | -           | 11     | 1      |        |
| gen.-giu. 2019        | NAC Breda             | E                     | 3          | 0          | CO              | -               | -               | -                  | -                  | -                  | -           | -           | -           | 3      | 0      |        |
| Totale carriera       | Totale carriera       | Totale carriera       | 94+1       | 20         |                 | 15              | 2               |                    | -                  | -                  |             | 1           | 0           | 111    | 22     |        |

### Cronologia presenze e reti in nazionale
| Cronologia completa delle presenze e delle reti in nazionale ― Sierra Leone | Cronologia completa delle presenze e delle reti in nazionale ― Sierra Leone | Cronologia completa delle presenze e delle reti in nazionale ― Sierra Leone | Cronologia completa delle presenze e delle reti in nazionale ― Sierra Leone | Cronologia completa delle presenze e delle reti in nazionale ― Sierra Leone | Cronologia completa delle presenze e delle reti in nazionale ― Sierra Leone | Cronologia completa delle presenze e delle reti in nazionale ― Sierra Leone | Cronologia completa delle presenze e delle reti in nazionale ― Sierra Leone |
| Data                                                                        | Città                                                                       | In casa                                                                     | Risultato                                                                   | Ospiti                                                                      | Competizione                                                                | Reti                                                                        | Note                                                                        |
| --------------------------------------------------------------------------- | --------------------------------------------------------------------------- | --------------------------------------------------------------------------- | --------------------------------------------------------------------------- | --------------------------------------------------------------------------- | --------------------------------------------------------------------------- | --------------------------------------------------------------------------- | --------------------------------------------------------------------------- |
| 15-6-2021                                                                   | Conakry                                                                     | Sierra Leone                                                                | 2 – 1                                                                       | Benin                                                                       | Qual. Coppa d'Africa 2021                                                   | -                                                                           | 58’ 64’                                                                     |
| 6-10-2021                                                                   | El Jadida                                                                   | Sierra Leone                                                                | 1 – 1                                                                       | Sudan del Sud                                                               | Amichevole                                                                  | 1                                                                           | 90+1’                                                                       |
| 9-10-2021                                                                   | El Jadida                                                                   | Gambia                                                                      | 1 – 2                                                                       | Sierra Leone                                                                | Amichevole                                                                  | -                                                                           | 80’ 87’                                                                     |
| 13-11-2021                                                                  | Sapanca                                                                     | Comore                                                                      | 2 – 0                                                                       | Sierra Leone                                                                | Amichevole                                                                  | -                                                                           | 73’                                                                         |
| 11-1-2022                                                                   | Douala                                                                      | Algeria                                                                     | 0 – 0                                                                       | Sierra Leone                                                                | Coppa d'Africa 2021 - 1º turno                                              | -                                                                           | 84’                                                                         |
| 16-1-2022                                                                   | Douala                                                                      | Costa d'Avorio                                                              | 2 – 2                                                                       | Sierra Leone                                                                | Coppa d'Africa 2021 - 1º turno                                              | -                                                                           | 83’                                                                         |
| 13-6-2022                                                                   | El Jadida                                                                   | Sierra Leone                                                                | 2 – 2                                                                       | Guinea-Bissau                                                               | Qual. Coppa d'Africa 2023                                                   | -                                                                           | 66’                                                                         |
| 22-3-2023                                                                   | Agadir                                                                      | Sierra Leone                                                                | 2 – 2                                                                       | São Tomé e Príncipe                                                         | Qual. Coppa d'Africa 2023                                                   | -                                                                           | 67’                                                                         |
| 26-3-2023                                                                   | Agadir                                                                      | São Tomé e Príncipe                                                         | 0 – 2                                                                       | Sierra Leone                                                                | Qual. Coppa d'Africa 2023                                                   | -                                                                           | 68’                                                                         |
| 14-10-2023                                                                  | Khouribga                                                                   | Sierra Leone                                                                | 2 – 1                                                                       | Benin                                                                       | Amichevole                                                                  | -                                                                           | 85’                                                                         |
| 17-10-2023                                                                  | Khouribga                                                                   | Somalia                                                                     | 0 – 2                                                                       | Sierra Leone                                                                | Amichevole                                                                  | -                                                                           |                                                                             |
| 15-11-2023                                                                  | El Jadida                                                                   | Etiopia                                                                     | 0 – 0                                                                       | Sierra Leone                                                                | Qual. Mondiali 2026                                                         | -                                                                           | 60’                                                                         |
| 19-11-2023                                                                  | Monrovia                                                                    | Sierra Leone                                                                | 0 – 2                                                                       | Egitto                                                                      | Qual. Mondiali 2026                                                         | -                                                                           | 58’                                                                         |
| 5-6-2024                                                                    | El Jadida                                                                   | Sierra Leone                                                                | 2 – 1                                                                       | Gibuti                                                                      | Qual. Mondiali 2026                                                         | -                                                                           | 68’                                                                         |
| 10-6-2024                                                                   | Bamako                                                                      | Burkina Faso                                                                | 2 – 2                                                                       | Sierra Leone                                                                | Qual. Mondiali 2026                                                         | -                                                                           | 69’                                                                         |
| 10-9-2024                                                                   | Ndola                                                                       | Zambia                                                                      | 3 – 2                                                                       | Sierra Leone                                                                | Qual. Coppa d'Africa 2025                                                   | -                                                                           | 74’                                                                         |
| 11-10-2024                                                                  | San-Pédro                                                                   | Costa d'Avorio                                                              | 4 – 1                                                                       | Sierra Leone                                                                | Qual. Coppa d'Africa 2025                                                   | -                                                                           | 78’                                                                         |
| 15-10-2024                                                                  | Monrovia                                                                    | Sierra Leone                                                                | 1 – 0                                                                       | Costa d'Avorio                                                              | Qual. Coppa d'Africa 2025                                                   | -                                                                           | 73’                                                                         |
| 13-11-2024                                                                  | Abidjan                                                                     | Ciad                                                                        | 1 – 1                                                                       | Sierra Leone                                                                | Qual. Coppa d'Africa 2025                                                   | -                                                                           | 63’                                                                         |
| 19-11-2024                                                                  | Monrovia                                                                    | Sierra Leone                                                                | 0 – 2                                                                       | Zambia                                                                      | Qual. Coppa d'Africa 2025                                                   | -                                                                           | Cap. 67’                                                                    |
| Totale                                                                      |                                                                             | Presenze                                                                    | 20                                                                          |                                                                             | Reti                                                                        | 1                                                                           |                                                                             |